# Użranki
Użranki [uˈʐranki] (deutsch Königshöhe, bis 1881 Uszranken) ist ein Dorf in der polnischen Woiwodschaft Ermland-Masuren. Es gehört zur Landgemeinde Mrągowo (Sensburg) im Powiat Mrągowski (Kreis Sensburg).

## Geographische Lage
Użranki liegt in der östlichen Mitte der Woiwodschaft Ermland-Masuren, 30 Kilometer südwestlich der ehemaligen Kreisstadt Giżycko (Lötzen) und acht Kilometer östlich der heutigen Kreismetropole Mrągowo (Sensburg).

## Geschichte
Das nach 1785 Usranken und bis 1881 Uszranken genannte kleine Dorf war zwischen 1874 und 1945 in den Amtsbezirk Groß Jauer (polnisch Jora Wielka) eingegliedert. Er gehörte zum Kreis Lötzen im Regierungsbezirk Gumbinnen (1905 bis 1945: Regierungsbezirk Allenstein) in der preußischen Provinz Ostpreußen. Am 13. Juni 1881 wurde Uszranken in „Königshöhe“ umbenannt.
Im Jahre 1910 waren in Königshöhe 498 Einwohner gemeldet. Ihre Zahl veränderte sich bis 1933 auf 479 und belief sich 1939 noch auf 474.
Aufgrund der Bestimmungen des Versailler Vertrags stimmte die Bevölkerung im Abstimmungsgebiet Allenstein, zu dem Königshöhe gehörte, am 11. Juli 1920 über die weitere staatliche Zugehörigkeit zu Ostpreußen (und damit zu Deutschland) oder den Anschluss an Polen ab. In Königshöhe stimmten 340 Einwohner für den Verbleib bei Ostpreußen, auf Polen entfiel keine Stimme.
Bis 1945 war Königshöhe dem Standesamt Groß Jauer zugeordnet.
In Kriegsfolge kam das Dorf 1945 mit dem gesamten südlichen Ostpreußen zu Polen und trägt seither die polnische und auf die historische Bezeichnung zurücklenkende polnische Namensform „Użranki“. Der Ort ist heute Sitz eines Schulzenamtes (polnisch sołectwo) und eine Ortschaft im Verbund der Gmina Mrągowo (Landgemeinde Sensburg) im Powiat Mrągowski (Kreis Sensburg), vor 1998 der Woiwodschaft Olsztyn (Allenstein), seither der Woiwodschaft Ermland-Masuren zugehörig.

## Kirche

### Kirchengebäude
Im Jahre 1895 wurde zur Entlastung der im südlichen Bereich der Pfarrei Rhein (polnisch Ryn) gelegenen Ortschaften eine eigene Kirche gebaut. Sie wurde in neugotischem Stil mit hohem, vorgelegten Westturm errichtet. Das Gebäude stand erhöht und war weithin sichtbar.
Fast hundert Jahre war die Königshöher Kirche ein evangelisches Gotteshaus. Im Jahre 1994 wurde es von der Römisch-katholischen Kirche in Polen übernommen, die es als Kościół Św. Apostołów Piotra i Pawła (Kirche St. Peter und Paul) in Dienst nahm.

### Kirchengemeinde

#### Evangelisch

##### Geschichtliches
Eine selbständige evangelische Kirchengemeinde wurde in Königshöhe bereits im Jahre 1892 gegründet. Ihr wurde ein überschaubares Kirchspiel mit sieben Dörfern und Ortschaften zugeordnet, die man von der Pfarrei in Rhein (Ryn) abzweigte. Im Jahre 1925 zählte die Pfarrei Königshöhe 1793 Gemeindeglieder. Die Gemeinde gehörte bis 1945 zum Kirchenkreis Lötzen in der Kirchenprovinz Ostpreußen der Kirche der Altpreußischen Union. Danach wurde sie in die Diözese Masuren der Evangelisch-Augsburgischen Kirche in Polen integriert.
Heute sind ihre Gottesdiensträume begrenzt, und Użranki gilt – wie auch Nawiady (Aweyden) – als Filialgemeinde der St.-Trinitatis-Kirche in Mrągowo (Sensburg).

##### Kirchspielorte (bis 1945)
Bis 1945 gehörten zur evangelischen Kirche in Königshöhe neben dem Pfarrort noch sechs Dörfer und Ortschaften:
Der * kennzeichnet einen Schulort.
| Name            | Polnischer Name |  | Name                              | Polnischer Name |
| --------------- | --------------- |  | --------------------------------- | --------------- |
| *Groß Jauer     | Jora Wielka     |  | Mnierczeiewen 1928–1945: Mertenau | Mierzejewo      |
| Klein Jauer     | Jora Mała       |  | *Salza                            | Zalec           |
| *Klein Notisten | Notyst Mały     |  | Schniodowen 1938–1945: Schniedau  | Śniadowo        |

##### Pfarrer (1892–1945)
Bis 1945 amtierten an der Königshöher Kirche als evangelische Geistliche:
| - Louis Oskar Franz Ehm, 1892–1910 - Albert Kuberski, 1910–1914 - Hermann Arthur Rogalsky, 1914–1924 - Martin Köppel, 1924–1931 - Gotthold Heffter (Hilfsprediger), Juli 1932 bis September 1933 - Hans Georg Brehm, 1933–1934 - Michael Jackschas, 1935–1945 |

#### Römisch-katholisch
Im Jahre 1990 wurde in Użranki eine eigene katholische Pfarrgemeinde errichtet, die 1994 die einst evangelische Kirche als ihre Pfarrkirche übernahm. Sie ist eingebettet in das Dekanat Mikołajki (Nikolaiken) im Bistum Ełk der Römisch-katholischen Kirche in Polen.

## Verkehr
Użranki liegt östlich der polnischen Landesstraße DK 59 (frühere deutsche Reichsstraße 140), von der bei Zalec (Salza) eine Nebenstraße nach Jora Wielka (Groß Jauer) abzweigt, die durch  Użranki verläuft. Außerdem führt ein Landweg von Notyst Mały (Klein Notisten) direkt nach Użranki. Eine Bahnanbindung besteht nicht.